# Medea
För andra betydelser, se Medea (olika betydelser).

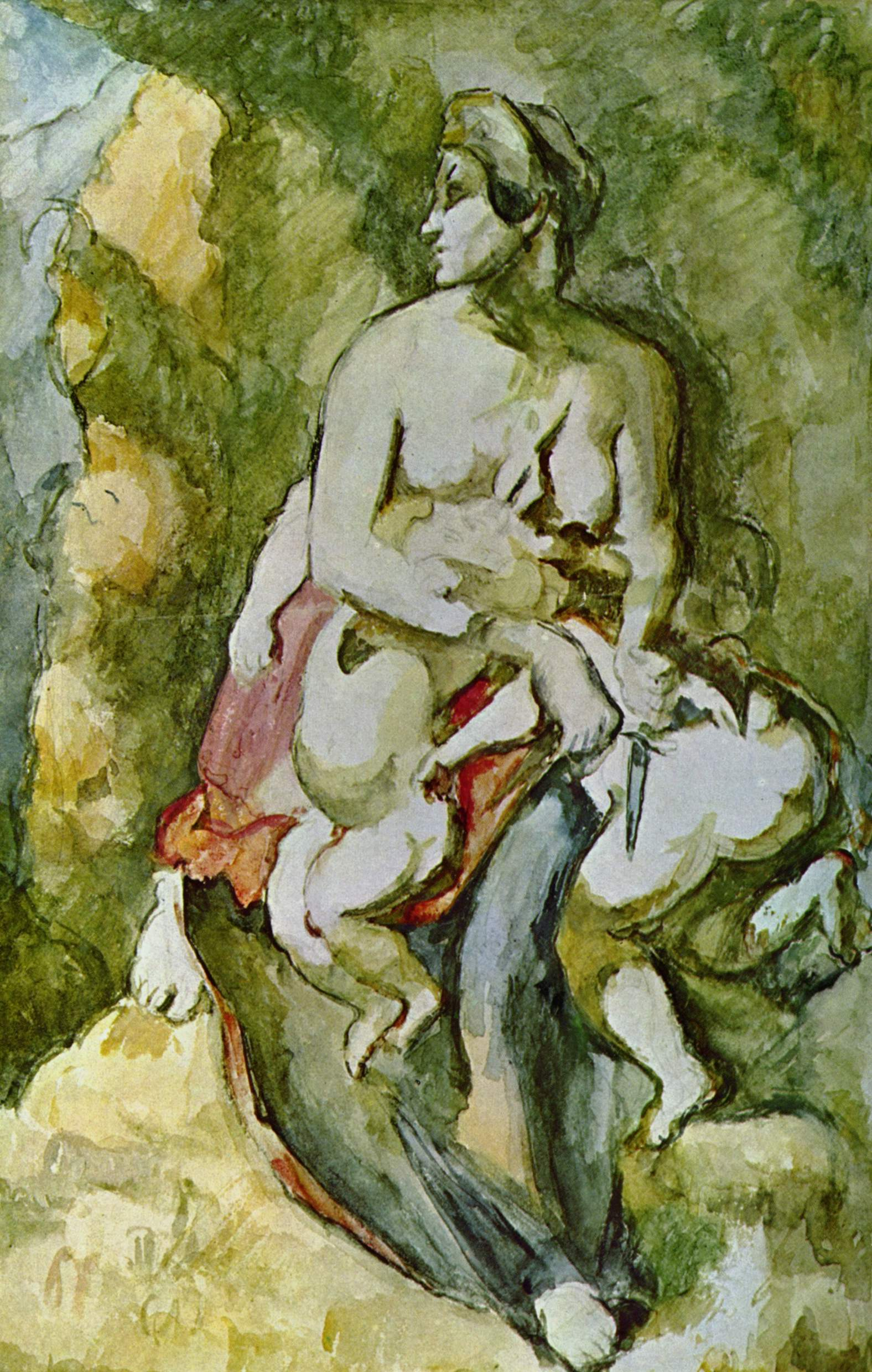
Medea, av Paul Cézanne

Medea var en trolldomskunnig kvinna i grekisk mytologi, dotter till Aietes, som var kung i Kolchis.
Medea förekommer i berättelsen om Theseus och i den om Jason där hon hjälper honom att få tag i det gyllene skinnet. Medea har även fungerat som motiv till ett klassiskt drama av Euripides. 

## Medea och Jason
Kung Pelias tar makten över Tessalien genom att döda sin halvbror Aison och hela dennes familj. En ättling till kungen blir dock utsmugglad av tjänarinnor och överlever. Den nya kungen, Pelias, får senare höra en spådom om att en man från folket skall störta honom. 
Pelias inser att personen som överlevde massakern är Jason, och att han är den som omtalas i spådomen. Han försöker därför bli av med Jason genom att skicka honom på ett omöjligt uppdrag, nämligen att hämta det gyllene skinnet. Medea träffar Jason då han är på jakt efter det gyllene skinnet vid Svarta havet. Jason utsätts för en lång rad prövningar som han står handfallen inför, men Medea hjälper honom ständigt att överleva. Hon ger honom tips hur han ska agera och använder sin trolldom för att hjälpa honom ur olika knipor, bland annat genom att brygga en dryck för att söva draken som vaktar skinnet. När de sedan återvänder till Grekland, hand i hand, får de två söner tillsammans. 
Prövningarna är dock inte slut, Medea får nämligen reda på att Pelias tänker mörda Jason så att spådomen inte skall slå in. Medea visar då Pelias barn hur hon hugger ett lamm i småbitar och kokar bitarna med örter. Plötsligt hoppar en ung man upp ur grytan. Barnen blir uppspelta över att kunna göra sin far ung igen och hugger honom i småbitar och kokar honom med samma örter. Kungen dör. Att det är Jason och Medea som mördat kungen kommer dock ut och de fördrivs med våld från Tessalien.
Jason är rädd för Medeas beslutsamhet och missnöjd med sin ställning. Han går bakom hennes rygg och försöker gifta sig med prinsessan i staden där de bor, Korinth, för att på så sätt öka sin status i samhället. Detta blir för mycket för Medea att acceptera och hon drabbas av svår svartsjuka. I sin förtvivlan skickar hon en förgiftad slöja till prinsessan Kreusa (eller Glauke), den kvinna hennes man önskar gifta sig med. Med denna lyckas hon förgifta prinsessan men också kungen, Kreon, och de dör.
Dramat har flera slut. Enligt Euripides inser Medea, efter ett flertal själsstrider, att hennes barn kommer att tas ifrån henne och bli utstötta och förnedrade i ett främmande land och att hon kommer att framstå som den ratade förloraren. Då beslutar hon sig, i förtvivlan, att hennes enda väg till fullständig självupprättelse och hämnd är att mörda sina söner. En annan version är att hon i slutet väger mellan moderskänslor och hämndbegär mot Jason och till slut låter begäret ta över och mördar sina söner. I andra versioner så dödar hon dem av olyckshändelse.
Hon flyr sedan med hjälp av en vagn dragen av drakar. Jason själv lever kvar, men dör då en träbit från hans skepp lossnar och träffar honom i huvudet.
Sedan flyr hon mot staden Athen.

## Medeagestalten
Medeas vilda kärlek och hat i förening med det demoniska i hennes personlighet gjorde henne till ett tacksamt ämne för den tragiska skaldekonsten.
Medeas gestalt förekommer flitigt inom litteratur, konst och opera. Euripides antika drama Medea har mest bidragit till att popularisera myten. Operor med samma namn är skrivna av bland annat Marc-Antoine Charpentier, Luigi Cherubini, Giovanni Pacini, Rolf Liebermann, Darius Milhaud, Aribert Reimann, Daniel Börtz, Samuel Barber (balett), och Giovanni Simone Mayr (operan Medea in Corinto).
Medea har också blivit filmatiserad av Pier Paolo Pasolini och Lars von Trier. 
Litterära verk som arbetar med Medea-stoffet är bland andra Willy Kyrklunds "Medea från Mbongo" och Christa Wolfs "Medea. Röster". 
Författaren och dramatikern Sara Stridsberg har skrivit pjäsen Medealand där Medea har huvudrollen.